# Ramie
Boehmeria nivea · ortie de Chine
Espèce
Classification phylogénétique
La ramie ou ortie de Chine (Boehmeria nivea) est une espèce de plantes à fleurs de la famille des orties, les Urticaceae. C'est une plante à fibres textiles et papetière, vivace, mais qui est non urticante. Originaire d'Asie où elle est cultivée depuis au moins 4 700 ans, elle a été introduite en culture en Europe et en Amérique dès le début du XVIIIe siècle. Actuellement, les botanistes distinguent deux variétés:
1. var. nivea, la ramie blanche ;
2. var. tenacissima, la ramie verte.

C’est l'une des plus anciennes plantes textiles et papetières utilisées au monde. Elle a été largement plantée en Chine, au Laos et dans d'autres pays d'Asie et du Pacifique. Après avoir atteint un pic en 2007, la production mondiale a chuté régulièrement (de 80 %) jusqu'en 2017. La Chine est de loin le plus gros producteur de ramie, avec 96 % de la production mondiale. Mais les procédures d’extraction des fibres sont délicates et demandent beaucoup de main d’œuvre qualifiée si bien que les hautes potentialités de la ramie n’ont guère été exploitées, en dehors de la Chine.
Les tissus de fibres de ramie fabriqués traditionnellement en Chine, Corée et Japon sont bien adaptés aux chaudes températures estivales.
Les papiers de ramie sont jaune terreux, rugueux et très résistants. Ils ont été produits en Chine dès les premiers siècles de l’invention du papier, à partir des Han antérieurs (-206, -8), jusqu’au Tang (618-907) pour servir de support à la calligraphie, la peinture et la copie des livres canoniques. De nos jours, quelques personnes essayent de refaire vivre cette ancienne production oubliée.
La ramie est également utilisée comme plante fourragère pour le bétail dans le sud de la Chine et pour la phytoremédiation des terres agricoles contaminées par les métaux lourds.
Généralement, la ramie cultivée peut être récoltée trois fois par an en Chine, et jusqu'à six fois par an dans des environnements cultivés bien arrosés. À partir de la fin du XIXe siècle, la Banque de France l'a utilisée pour fabriquer un papier fiduciaire très résistant.
La ramie est aussi utilisée comme plante ornementale en Asie.

## Étymologie et nomenclature
Le nom de genre Boehmeria est dédié à Georg Rudolf Boehmer (1723-1803), professeur d’anatomie et de botanique à Wittemberg en Allemagne.
L’épithète spécifique nivea est un emprunt au latin niveus, « de neige, neigeux, blanc comme neige », par référence à la couleur du revers des feuilles.
Carl Linné en donne une première description sous le nom de Urtica nivea dans Species Plantarum 2: 985. 1753. Plus tard, le botaniste Charles Gaudichaud-Beaupré (1789-1854) qui participa à une expédition autour du monde de 1817 à 1820, l’observe dans l’archipel des îles Mariannes, à Guam et en donne une description sous le nom de Boehmeria nivea dans Voyage autour du monde, 1826. Il la reclasse dans le genre Boehmeria, en raison de son akène attaché au périanthe persistant et du stigmate persistant.
Le mot français ramie, désignant la même espèce de plante, est un emprunt (noté ramié, ramieh, 1858, ramie) au malais rami (attesté dans l’Encyclopédie du XIXe siècle, 1836-1853, article Ortie). Le terme a deux autres acceptions : 1) la fibre de cette plante 2) le textile obtenu à partir de cette fibre.

## Synonymes
Selon The Plant List les synonymes sont
- Boehmeria candicans Hassk.
- Boehmeria frutescens var. concolor (Makino) Nakai
- Boehmeria frutescens var. viridula (Yamam.) Suzuki
- Boehmeria  juncea Bedevian
- Boehmeria nipononivea Koidz.
- Boehmeria nivea f. concolor (Makino) Kitam.
- Boehmeria nivea f. nipononivea (Koidz.) Kitam.
- Boehmeria nivea subsp. nipononivea (Koidz.) Kitam.
- Boehmeria nivea var. candicans Wedd.
- Boehmeria nivea var. concolor Makino
- Boehmeria nivea var. nipononivea (Koidz.) W.T.Wang
- Boehmeria nivea var. nivea
- Boehmeria nivea var. tenacissima (Gaudich.) Miq.
- Boehmeria nivea var. viridula Yamam.
- Boehmeria tenacissima Gaudich.
- Boehmeria thailandica Yahara
- Boehmeria utilis André
- Procris nivea Wedd.
- Ramium niveum (L.) Kuntze
- Urtica nivea L.

## Description
Boehmeria nivea est une plante herbacée pérennes,, de 0,5 à 1,5 m de haut (et plus pour certaines variétés), aux tiges supérieures, rameaux et pétioles densément hirsutes. C’est une espèce monoïque (fleurs mâles et femelles distinctes portées par le même individu).
Les feuilles alternes comportent un pétiole de 2,5 à 10 cm de long et un limbe souvent orbiculaire ou largement ovale, parfois ovale ou elliptique-ovale, de 5–15 cm de long sur 3,5–13 cm de large, avec env. 3 nervures secondaires de chaque côté de la nervure médiane, et une surface inférieure neigeuse tomenteuse, ou parfois vert clair avec des poils sur les nervures, à  marge dentée à partir de la base.
Les inflorescences sont des glomérules unisexués, sur des branches florifères unisexuées spécialisées, à l'aisselle des feuilles actuelles ou récemment tombées, appariées et très ramifiées. Les glomérules mâles sont formées de peu de fleurs mâles, rassemblées en boules de 2 à 4 mm de diamètre, les glomérules femelles sont composées de nombreuses fleurs, rassemblées en boule de 2–3 mm de diamètre. La pollinisation se fait par le vent.
Les fleurs mâles sont 4-mères, sessiles avec les lobes du périanthe connés au milieu, env. 1,5 mm, pubescents et 4 étamines. Les fleurs femelles sont rhomboïdes-ellipsoïdales, de 0,6–0,8 mm. En général, les fleurs mâles apparaissent dans la partie inférieure de la tige et les fleurs femelles dans la partie supérieure.
Le fruit est un akène subovoïde d’env. 0,6 mm, avec le périanthe persistant et la base stipitée (porté par un petit pied).
La floraison a lieu en mai-août, la fructification en septembre-novembre.

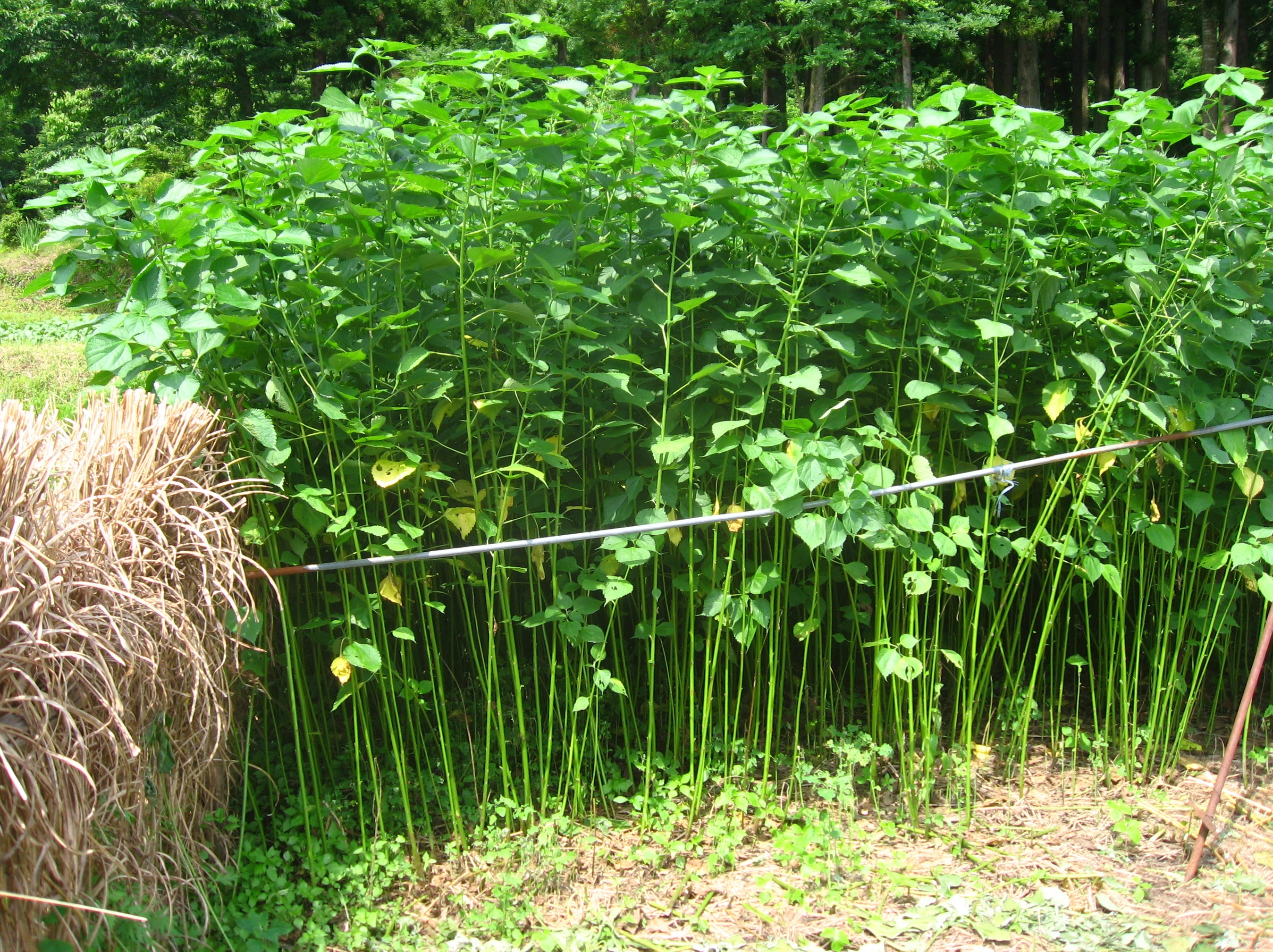
Culture de ramie, à Fukushima, au Japon.
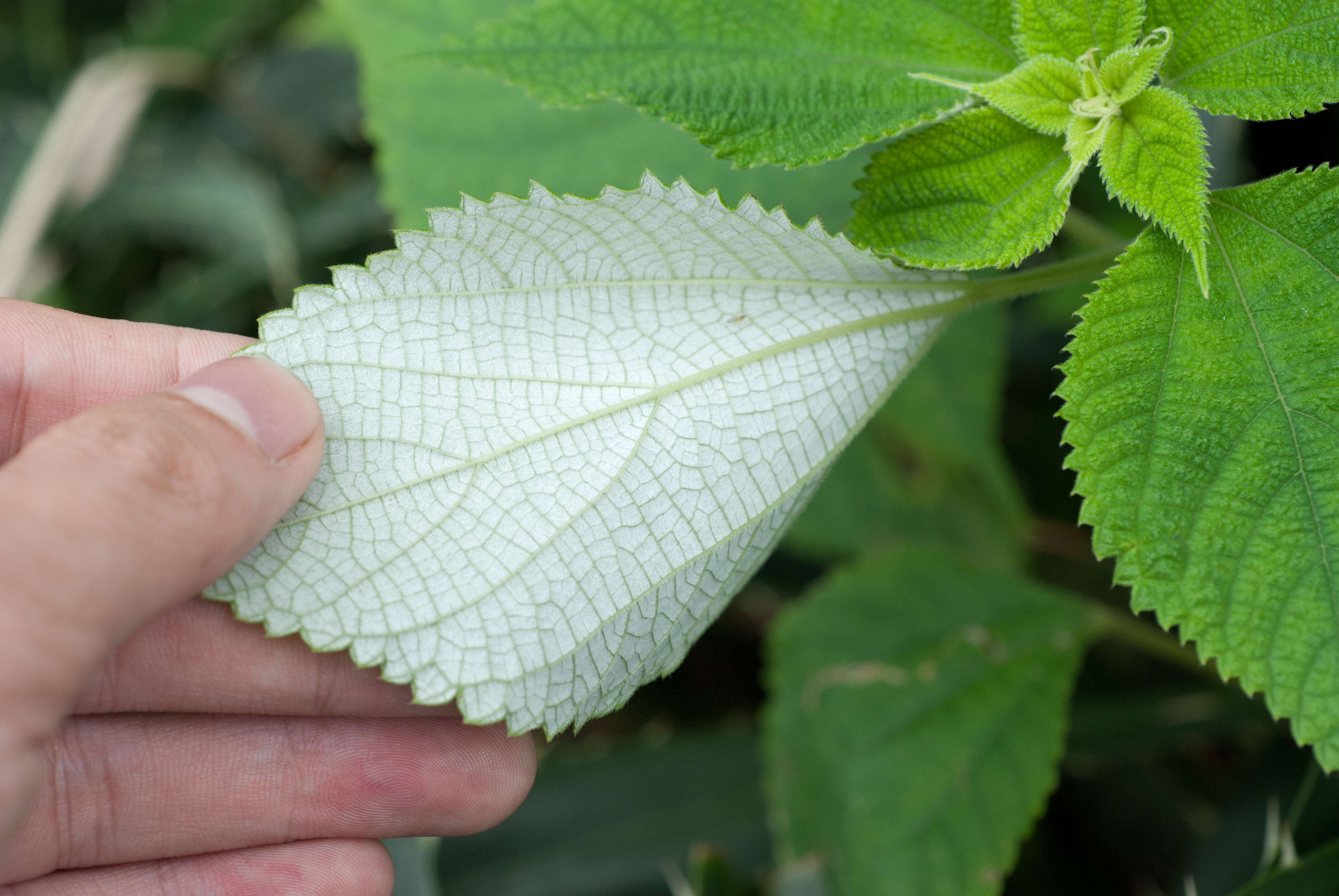
Revers blanc neigeux.
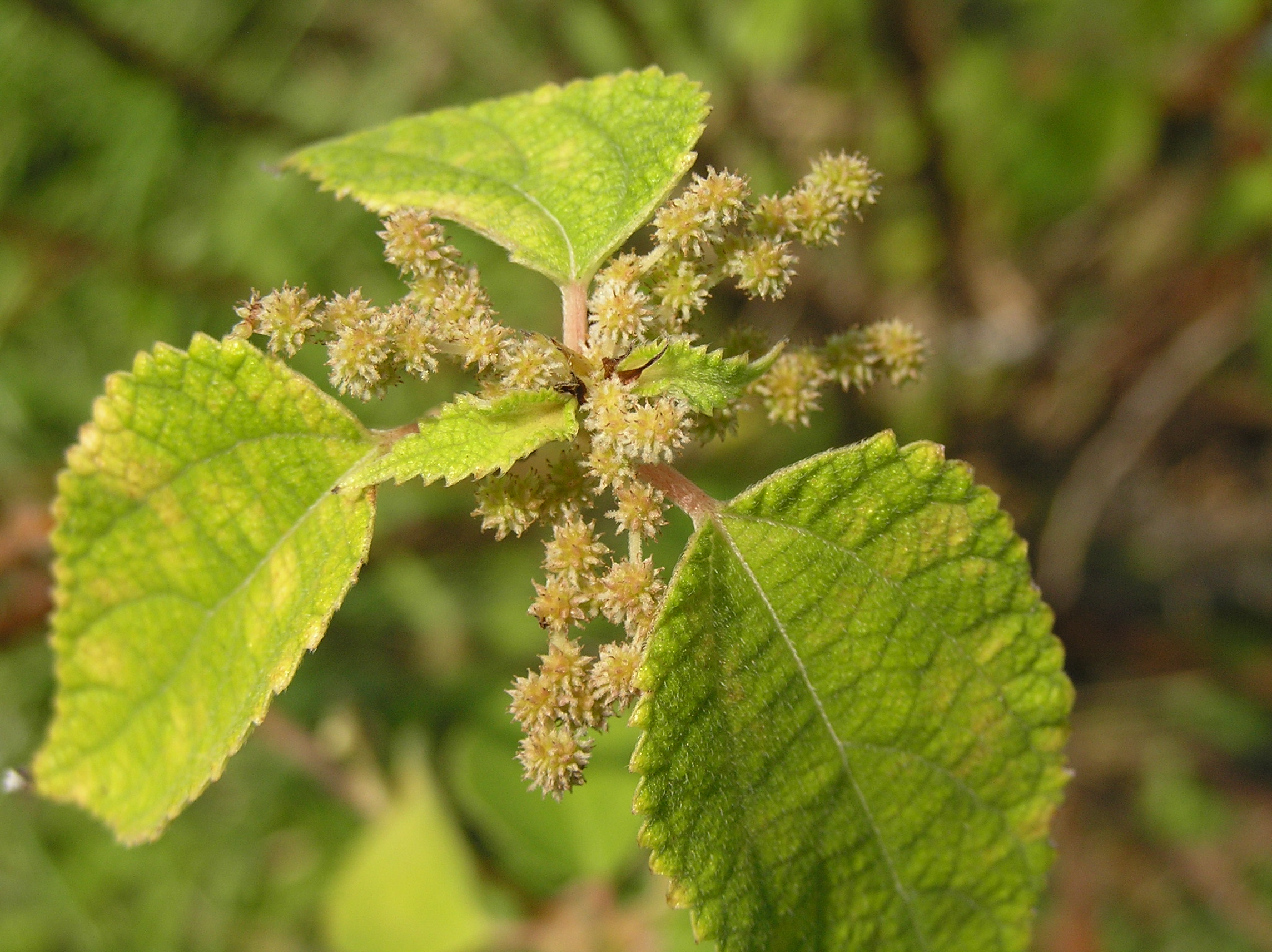
Glomérules femelles.
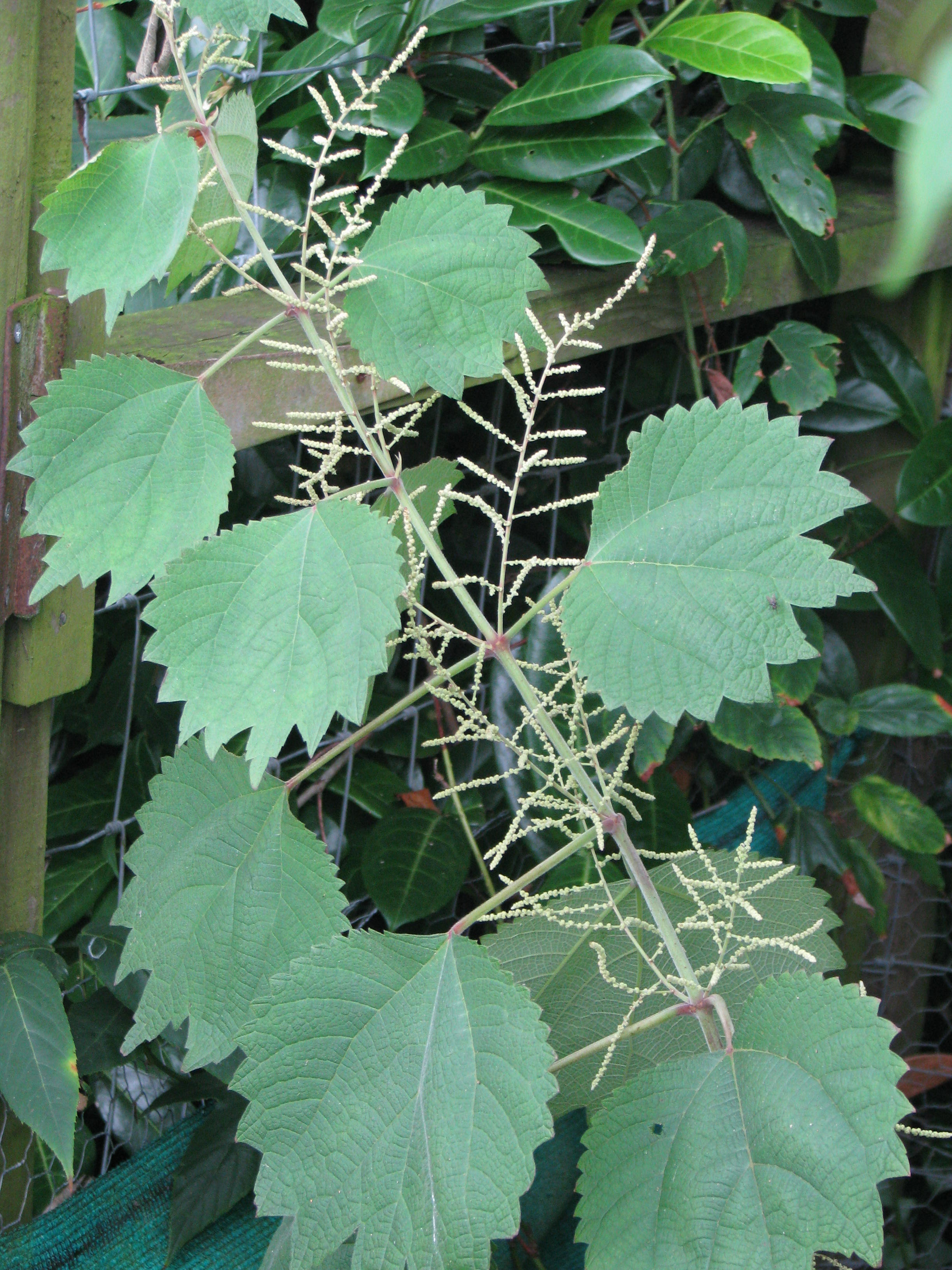

## Distribution et habitat

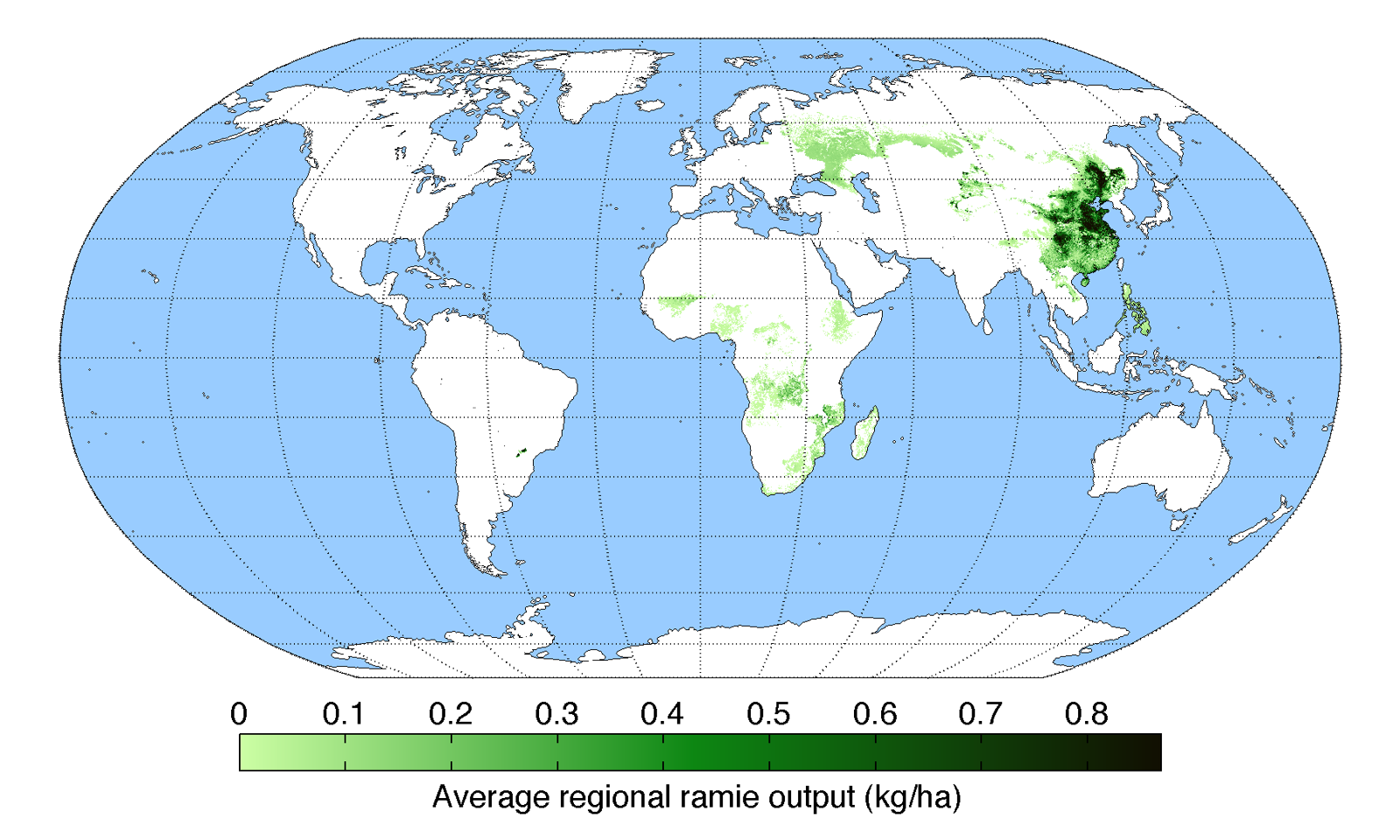
Production mondiale de ramie.

Originaire d’Asie, cette espèce est répandue au Bhoutan, Cambodge, Chine, Inde, Japon, Corée, Laos, Népal, Sikkim, Thaïlande, Vietnam. En Chine, elle se répartit dans le Sud de l’Anhui, Fujian, Sud du Gansu, Guangdong, Guangxi, Guizhou, Sud du Henan, Hainan, Hubei, Hunan, Jiangxi, Sud du Shaanxi, Sichuan, Yunnan, Zhejiang.
Elle a été introduite aux États-Unis (Alabama, Californie, Floride, Louisiane, Caroline du Sud, Géorgie, Virginie), Sud du Brésil, Colombie, Congo, Costa Rica, République Dominicaine, Fidji, Gabon, Guatemala, îles du golfe de Guinée, Haïti, Hawaï, Honduras, Java, Laos, Malaisie, Is. Mariannes, Is. Marshall, Mexique Sud-Ouest, Is. Norfolk, Paraguay, Porto Rico, Australie (Queensland), Rwanda, Indonésie (Sumatra), Tadjikistan, Texas, Transcaucasie, Trinité-Tobago, Ouzbékistan, Congo.
Elle pousse en lisière de forêts, en bosquets, dans des zones humides, le long des rivières et au bord des routes.
Elle est cultivée dans les zones subtropicales, tropicales et tempérées chaudes, à des altitudes allant de 200 à 1 700 m. Elle est adaptée à une humidité relative de l'air d'environ 80 %. Aujourd'hui, la ramie est principalement cultivée en Chine, Brésil, Laos, Philippines, Inde, Corée du Sud et Thaïlande. Elle est également cultivée aux États-Unis d'Amérique depuis 1855.

## Variétés
La ramie est extrêmement variable, mais se distingue facilement par ses feuilles alternes, ses inflorescences cymeuses et ses akènes stipités (porté par un petit pied). Deux variétés sont reconnues :
| Caractères distinctifs | |
| var. nivea             | Tiges manifestement densément hirsute, stipules libres, revers des feuilles densément tomenteux blanc ou gris |
| var. tenacissima       | Tiges non manifestement hirsutes, stipules connées, revers des feuilles blanc tomenteux, vert.                |

- var. nivea: cette variété n'est connue qu’en culture ou dans des populations naturalisées ; c'est une plante robuste avec des poils denses, longs et étalés, des stipules libres et des limbes foliaires largement ovales à suborbiculaires avec la surface inférieure densément (ou plus rarement plus finement) tomenteuse blanche ou grise. Les plantes naturalisées sont souvent de taille plus réduite avec des feuilles plus petites et relativement plus étroites et des inflorescences plus courtes. Cette variété textile est qualifiée de « ramie blanche »[9]
- var. tenacissima: cette variété est caractéristique les populations vraiment sauvages, très variables en stature et en indument, mais qui peuvent être distinguées systématiquement par les poils apprimés à assurgents sur les tiges et les feuilles et les stipules connées. Cette variété textile est qualifiée de « ramie verte » (jadis considérée comme une espèce différente, Boehmeria utilis ou Boehmeria tenacissima)[9]

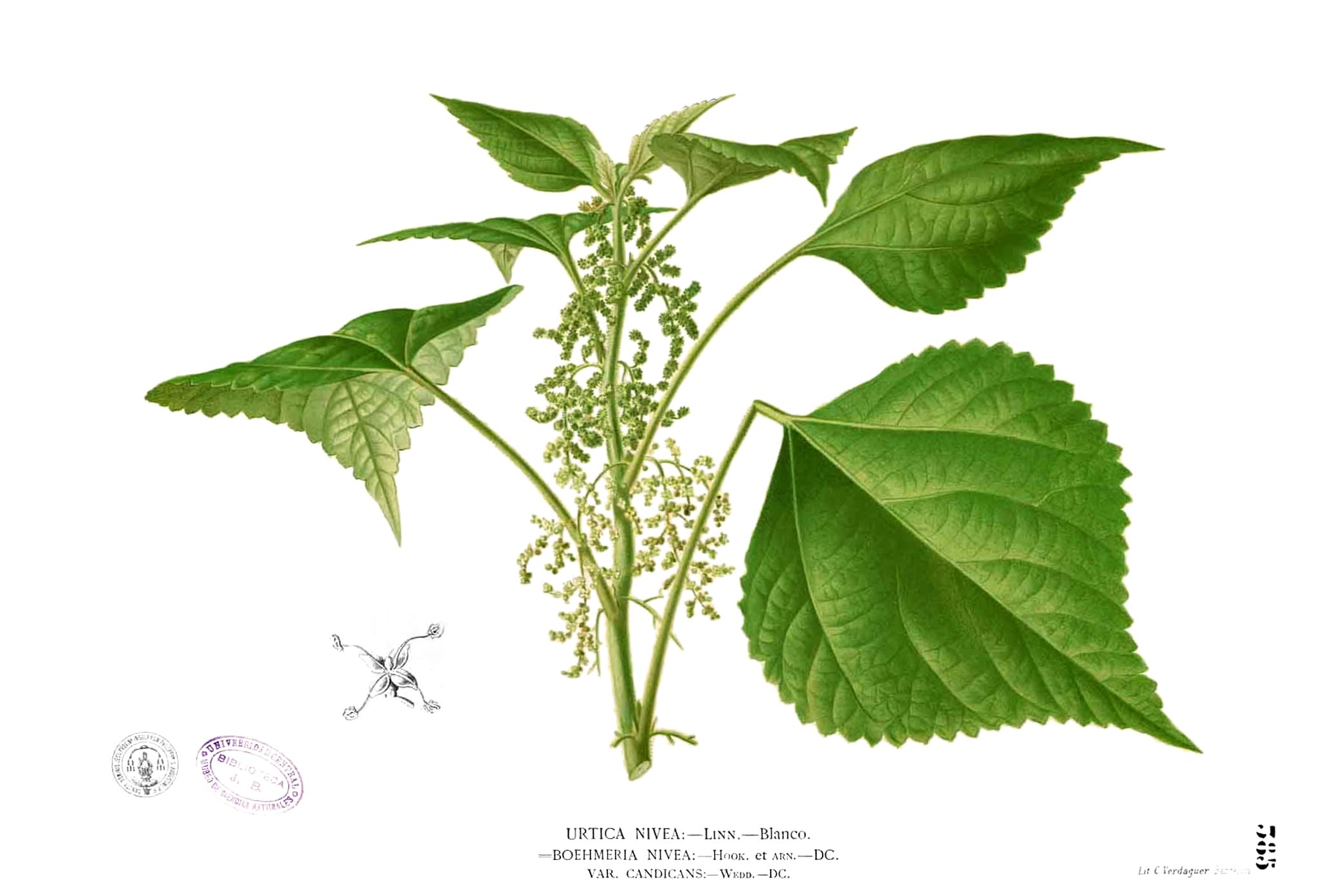
Variété candicans.

Les plantes à feuilles concolores ont été très diversement nommées : var. concolor, var. tenacissima, var. viridula, et Boehmeria thailandica mais les caractères distinctifs sont incohérents, avec de nombreuses formes intermédiaires, même au sein de populations locales, et donc toutes ont été incluses ici dans var. tenacissima.
Pour mieux comprendre les propriétés de la ramie domestiquée, notamment une teneur élevée en protéines brutes et une croissance végétative vigoureuse, une analyse préliminaire du génome a été menée par Chan Liu et al.

## Utilisations
Les fibres de ramie sont parmi les fibres naturelles les plus robustes en raison de leur forte teneur en cellulose. Les fibres sont extraites de l’écorce interne (ou liber) des tiges. Les brins de fibres de la ramie du commerce sont composés de cellules uniques de (5–)40–250(–620) mm de long et de (10–)25–60(–126) μm de large. Ses fibres sont moins longues que celles du chanvre, mais elles sont très solides pour la fabrication des cordes et filets. Les fibres les plus longues sont réservées à l’industrie textile tandis que les plus courtes servent dans la fabrication du papier.
Ce sont des fibres végétales d’excellente qualité, très résistante à l’eau (imputrescible) et avec une grande résistance à la traction, et ayant un excellent lustre. La résistance à la traction vaut 7 fois celle de la soie et 8 fois celle du coton, et elle est améliorée en mouillant la fibre. La fibre contient 69–91 % de α-cellulose et 5–13 % d’hémicelluloses, 1 % de lignine, 2 % de pectines.
Elles sont utilisées pour la fabrication de textiles et de papiers.

### Fabrication de textiles

#### Histoire
La fibre de ramie a été utilisée en Égypte pour fabriquer des bandelettes pour envelopper les momies, pendant la période allant de 5000 à 3 300 av. J.-C., soit bien avant les Chinois.
En Chine, elle est utilisée depuis 4 700 ans (soit 2 700 av. J.-C.). Le tissu de ramie le plus ancien découvert, provient du site archéologique néolithique de Qianshanyang 钱山漾, province du Zhejiang, qui a plus de 4 700 ans selon Baidu. La ramie a d’abord été cultivée dans la Chine du sud-ouest, dans le cours moyen et inférieur du fleuve Yangzi. À partir de la dynastie Yuan (1279-1368), la ramie s’étendit vers le nord. L’ouvrage d’agriculture de cette époque, le 农桑辑要 Nóngsāng jí yào (achevé en 1273), consacré à la culture du mûrier dans le nord, a aussi donné un résumé des techniques de culture de la ramie.
La ramie était l'une des principales fibres végétales utilisées en Asie pour la fabrication de tissus avant l'introduction du coton, qui a eu lieu en Chine vers 1 300 apr. J.-C.
Au cours des XVIIIe – XIXe siècles, la culture de la ramie s'est établie dans de nombreuses régions du monde occidental. Des filatures ont été créées en Angleterre, en France et en Allemagne vers la fin du XIXe siècle. Mais ce n'est qu'à une époque relativement moderne que la production de tissu de ramie s'est établie à une échelle commerciale.

#### Culture

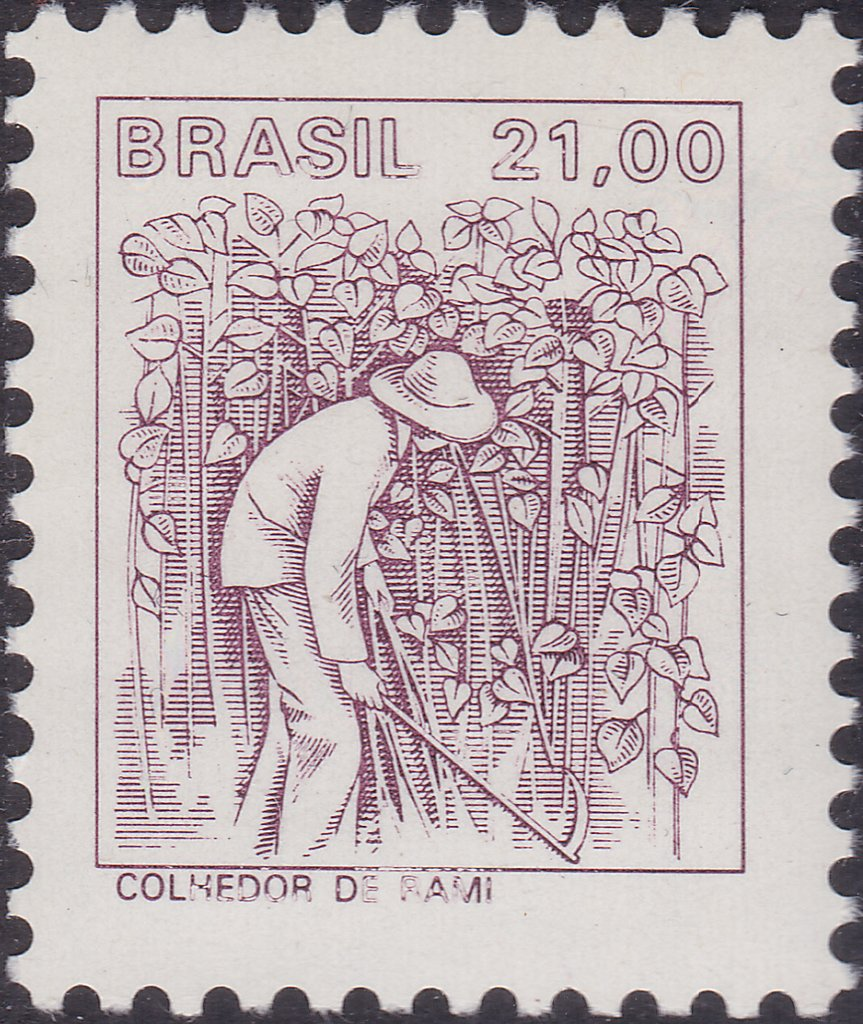
Coupeur de ramie, sur un timbre de 1929.

La ramie est une plante exigeante. Elle développe un rhizome très envahissant dont les racines s’enfoncent profondément dans le sol. L’installation d’une plantation peut d’ailleurs se faire par implantation de rhizomes. En Chine, le principal mode de propagation est le bouturage. De jeunes pousses sont coupées et piquées dans un sol nutritif. Une fois qu’elles ont donné des plantules, elles sont transplantées dans un champ[réf. nécessaire].
Pour avoir une bonne production, la culture doit être installée dans une zone chaude et ensoleillée, avec une pluviométrie élevée (de 900 à 1 500 mm). La ramie exige un sol meuble, avec une bonne teneur en sable et en matière organique. Le plus grand danger est la stagnation de l’eau dans un sol mal drainé.
Le moment de la récolte des tiges est déterminée par le moment où la croissance cesse, en général au début de la floraison quand les tiges brunissent. Il est important que la ramie soit récoltée au bon moment si l'on veut obtenir la meilleure qualité de fibre. Les tiges peuvent être récoltées 2 à 3 fois par an dans les zones tempérées, 4 à 5 fois dans les zones subtropicales, et sous les tropiques, jusqu'à 6 récoltes peuvent être produites par an. Un champ peut être exploité pendant 7 à 10 ans, mais peut persister pendant 20 ans.
Selon FAOSTAT, la production mondiale de ramie a cru de 1999 à 2007, puis a chuté régulièrement jusqu’en 2017, et depuis cette époque se maintient aux alentours de 60 000 t. La Chine est de très loin le premier producteur. En 2019, sa production représentait 95,86 % de la production mondiale.
| Production de ramie (FAOSTAT, tonnes) |         |         |         |        |        |
| Pays                                  | 2007    | 2010    | 2015    | 2018   | 2019   |
| Chine cont.                           | 291 259 | 189 362 | 108 441 | 53 900 | 57 897 |
| Laos                                  | 2000    | 2 236   | 2 546   | 2 510  | 2 498  |
| Monde                                 | 294 479 | 192 521 | 111 203 | 56 410 | 60 395 |

La majorité de la ramie produite est utilisée dans les pays producteurs et seulement une petite portion passe sur le marché international. Le principal importateur est le Japon.

#### Extraction des fibres libériennes

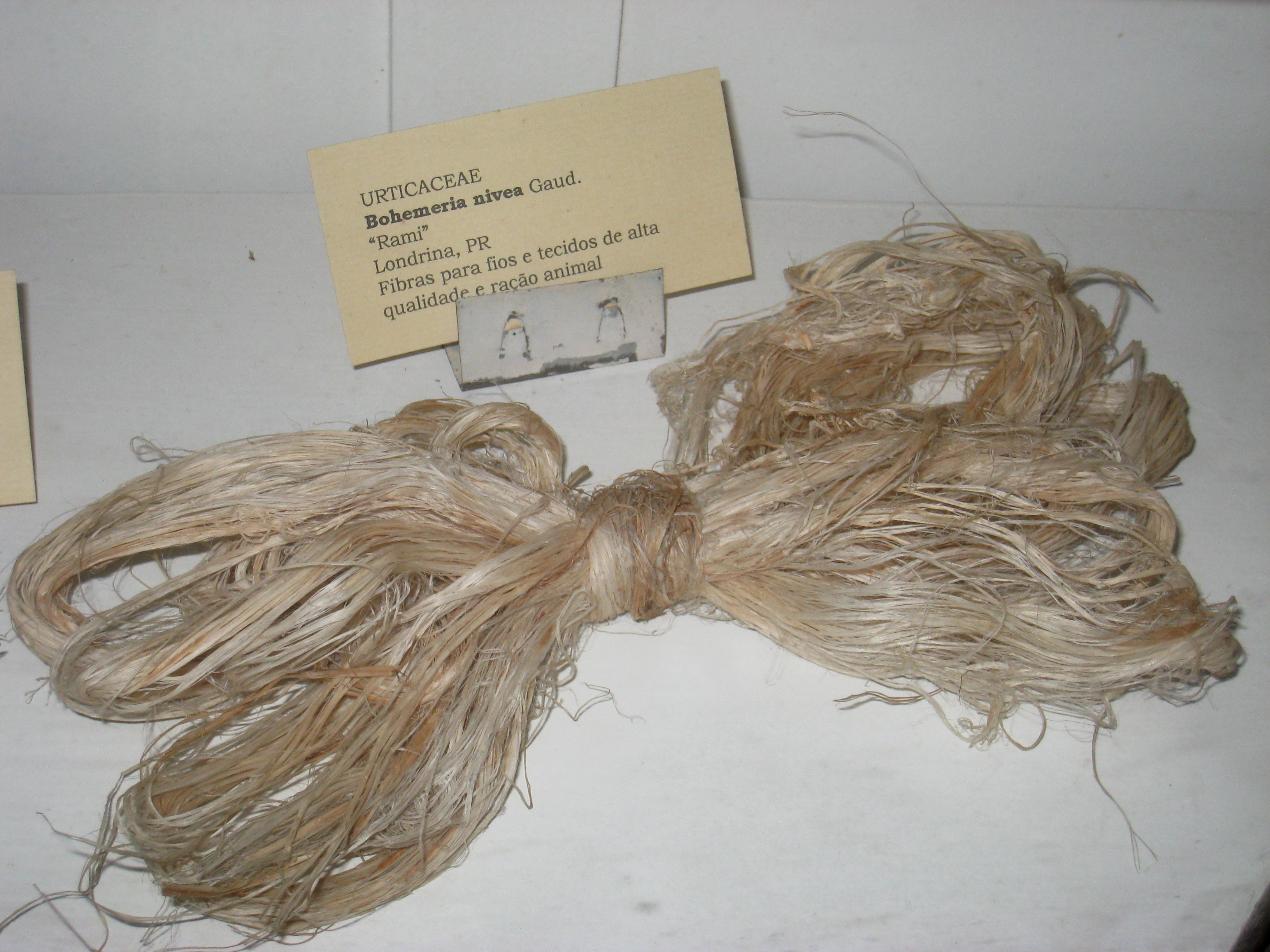
Fibres de ramie.

La fibre provient des tissus libériens internes de la tige. Le liber de ramie ne peut pas être retiré du tissu ligneux au milieu duquel il se trouve par un simple procédé de rouissage tel que c’est fait pour le lin, le chanvre et le jute. Les tiges doivent subir un broyage ou un grattage pour enlever l’écorce externe, ce qui a longtemps été fait à la main et peut maintenant être réalisé par des machines à décortiquer. Le « décorticage » doit être terminé le jour de la récolte et s'il reste des tiges, elles doivent être maintenues humides en les aspergeant d'eau jusqu'à ce que l’opération soit effectuée le jour suivant,.
Mais ces procédures ne permettent pas d’éliminer la totalité des substances pectineuses qui enveloppent les fibres : il reste de 25 à 30 % de gomme. La présence de cette gomme rend les tiges rigides et cassantes. Le « dégommage » peut être fait par passage en autoclave dans des solutions alcalines comme l'hydroxyde de sodium (soude caustique) ou avec des enzymes ou avec une action microbienne.

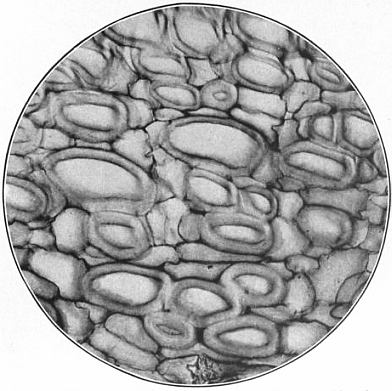
Section de la région du liber présentant des faisceaux de fibres libériennes.

La fibre de ramie est la fibre naturelle la plus solide. Cette propriété est utilisée pour concevoir des panneaux pare-balles en développant des composites à base de fibres de ramie.
| Composition chimique de la fibre de ramie |             |               |         |
| α-cellulose                               | β-cellulose | Hémicellulose | Lignine |
| 86,9                                      | 5,0         | 3,9           | 0,5     |

La fibre de ramie dégommée est presque de la cellulose pure (>90 %) avec un peu d’hémicellulose (<3 %) et très peu de lignine (<0,5 %).

#### Filature
Après cardage et peignage, les fibres peuvent être filées seules ou mélangées avec d’autres fibres. Les fils les plus fins sont produits sur le système de soie filée développé par les Japonais, mais ce système est à forte intensité de main-d'œuvre. En Europe, au Brésil et aux Philippines, quelques modifications ont été apportées qui donnent un fil plus grossier, mais nécessitent beaucoup moins de main d’œuvre. La ramie peut également être mélangée avec des fibres naturelles et synthétiques dans différentes proportions.
La ramie est une culture à forte intensité de main-d'œuvre et d'intrants. Les hautes potentialités de la ramie n'ont pas beaucoup été exploitées hors de Chine. Les fibres se teignent mal en raison d’une forte cristallinité moléculaire. Elles ont un aspect soyeux et brillant qui les a faites qualifier de soie végétale

#### Toile de ramie

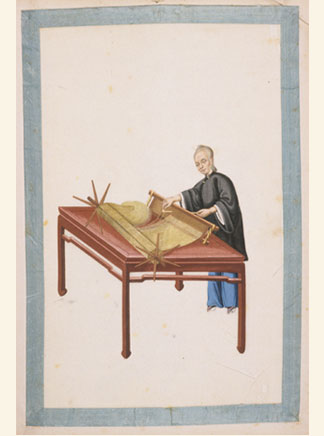
Préparation des fibres de ramie pour le tissage, en Chine en 1820.

La toile de ramie est utilisée pour faire des vêtements, des nappes, des serviettes de table, des draps, des taies d’oreillers, des serviettes de bain, des mouchoirs, des nattes, des voiles, etc. La toile de ramie possède une bonne perméabilité à l’air, assure un transfert de chaleur rapide, une grande capacité d’absorption de l’humidité, et donc porter des tissus de ramie l’été garantit une sensation de fraîcheur.
La fibre de ramie est transformée en de nombreux autres produits, dont des toiles, des moustiquaires, des boyaux d’incendie, du rembourrage, du tissu filtrant, des manchons à incandescence, des lacets de chaussures, des garnitures navales et des canevas pour tapis. La ramie est souvent mélangée à du polyester, de la laine, de la soie ou du coton.

#### Traditions chinoises

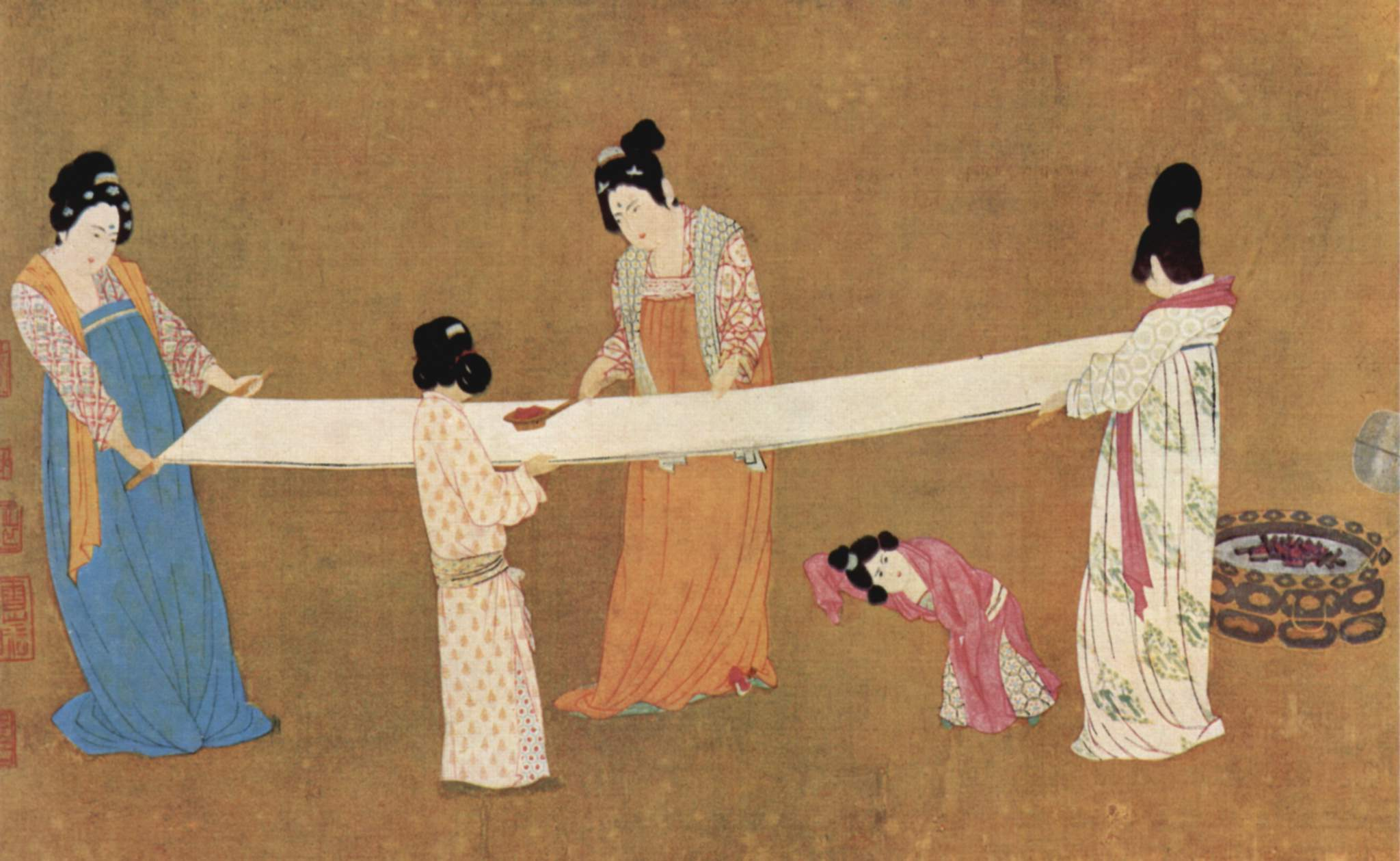
Élimination des imperfections d'une pièce de ramie.

Le plus ancien tissu chinois est une toile de ramie tissée main, nommé Xiabu 夏布 morph. « Tissu estival », utilisée pour les vêtements d’été. Durant l’époque des Trois Royaumes (220-265), l’écrivain Lu Ji 陸機 présenta la ramie par ces deux quadrisyllabes  zhì chūnrì shēng, bù suì zhǒng yě 至春日生，不歲種也, indiquant que la ramie produite au printemps (la meilleure pour tisser les vêtements d’été) n’a pas besoin d’être replantée chaque année (car c’est une plante vivace).
Le gouvernement mongol, durant la dynastie Yuan (1279-1368), a tenté d’introduire sa culture dans le nord de la Chine, mais sans succès, car la ramie pousse mal dans le nord trop sec.
La technique a survécu dans le Sud de la Chine, même après le développement de la culture du coton. Au XIXe siècle, il existait un commerce florissant à Canton pour l’exportation vers l’Europe.
La fabrication de toile de ramie à la main traditionnelle, très délicate, s’est transmise pendant des générations, mais elle demande énormément de main d’œuvre.

#### Traditions coréennes
Une ramie fine, nommée Mosi, est tissée suivant une méthode traditionnelle dans la ville de Hansan, en République de Corée. En 2011, ce type de tissage est inscrit sur la liste représentative du patrimoine culturel immatériel de l'humanité, à la suite d'une décision de l'Unesco.

#### Traditions japonaises

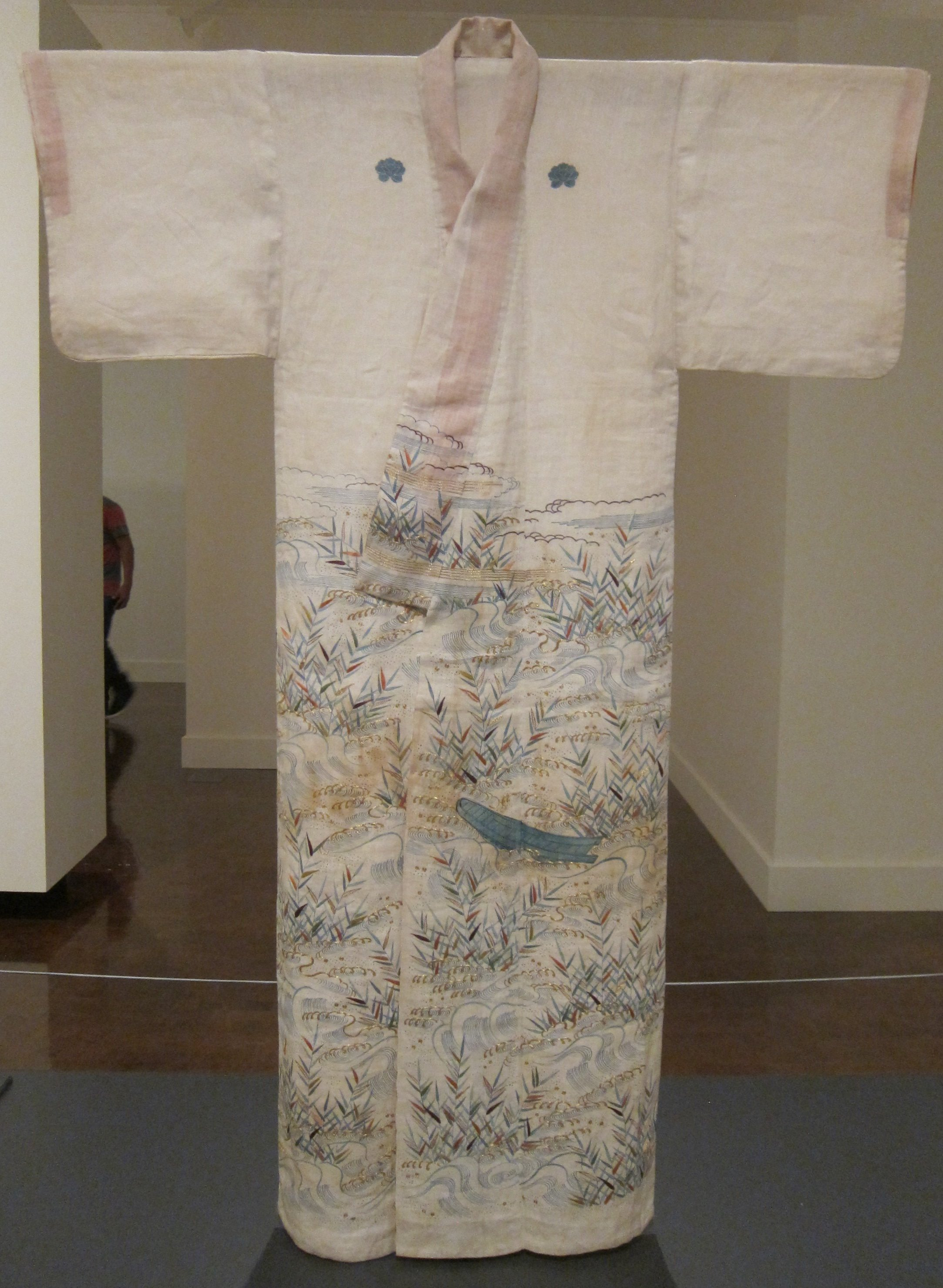
Robe d’été de femme (Katabira), en ramie et soie, au Japon.

La ramie a surtout été utilisée dans la confection d’un tissu très fin appelé Miyako-Jōfu, du nom des îles Miyako-jima (préfecture d’Okinawa). Le tissu permet de confectionner des vêtements bien adaptés aux conditions climatiques subtropicales locales.
Un autre textile de ramie, nommé Echigo-jofu (越後上布), est fabriqué suivant une méthode traditionnelle dans la région d’Uonuma (préfecture de Niigata) au Japon .
Il a été inscrit en 2009 sur la Liste représentative du patrimoine culturel immatériel de l’humanité.
Les fibres de ramie sont retirées de la tige avec l’ongle et torsadées en fils à la main.

### Fabrication de papier

#### Classe des«papiers de chanvroïde»:mazhi麻纸
La classe des papiers chinois traditionnels, dits mazhi 麻纸 (morph. chanvre.papier), définie par Yi Xiaohui rassemble des papiers fabriqués avec un grand nombre de plantes à fibre papetière dont le nom chinois se termine par le caractère ma 麻, comme 苎麻 zhùmá, ramie (Urticaceae), 亚麻 yàmá, lin (Linaceae), 大麻 dàmá, chanvre (Cannabinaceae), 黄麻 huangma, Corchorus, jute (Tiliaceae), 白麻 baima Apocynum pictum (Apocynaceae), etc. appartenant toutes à des familles botaniques différentes. De surcroit, chacun de ces termes possède de multiples synonymes, se terminant aussi en ma 麻, sans parler de la vingtaine de végétaux herbacés ou ligneux ayant ce caractère 麻 dans leur nom.
La difficulté vient que souvent dans les textes, le terme ma 麻, est employé seul, sans déterminant, et laisse dans une indétermination gênante le lecteur entre les acceptions suivantes : 1) « cannabis, chanvre » 2) « plantes à fibre papetière dont le nom chinois se termine par ma 麻 » (麻类植物 ma lei zhiwu), comprenant le chanvre, le lin, la ramie, etc. (non traduisible en français, aucun terme n’existe) 3) abréviation de 芝麻 zhīma « sésame » dans 麻油 mayou, huile de sésame. La classe des « plantes à fibres papetières dont le nom chinois se termine par ma » (ou chanvroïdes) est une catégorie populaire ou ethnobotanique (Métailié, 2015), n’ayant pas d’équivalent en français. C’est une classe définie en extension, et cernée par des critères lexicographiques et biologiques (avec des incohérences perçues par Yi Xiaohui). Pour simplifier, à défaut d’un terme français pour cette catégorie typiquement chinoise, le néologisme de plante chanvroïde a été proposé, terme construit sur chanvre suivi du suffixe -oïde « qui ressemble à ». Ce terme est nécessaire pour rendre compte des travaux des chercheurs chinois.

#### Papier de ramie:zhuma zhi苎麻纸
Si depuis plus d’un siècle, le papier est fabriqué à partir de bois de trituration issu des forêts de résineux et de feuillus, ce n’était pas le cas durant les premiers siècles de sa fabrication où les fibres de ramie, de chanvre et d’écorce d’arbustes étaient la source principale de la pâte à papier.
Pendant des siècles, le monde savant chinois considéra que Cai Lun 蔡倫 avait inventé la fabrication du papier, en 105 de l’ère commune. Cette opinion repose sur la biographie de l’eunuque Cai Lun dans le Livre des Han postérieurs (Hou Han shu) où il est indiqué :
« Depuis les temps anciens, les écrits étaient pour la plupart rédigés sur des lattes de bambou et ceux pour lesquels on utilisait la soie étaient appelés zhi 纸. La soie était coûteuse et les lattes étaient lourdes et les deux étaient incommodes. [Cai] Lun émit l’idée de se servir d’écorce d’arbre, de bouts de chanvre [matou 麻头] ainsi que de vieux chiffons de toile et de filets de pêcheurs pour faire du papier (zhi 纸) » (Histoire des Han Postérieurs, traduction de J-P. Drège).
Le prestige de Cai Lun résista longtemps aux multiples découvertes archéologiques de fragments de « papiers » datant des Han antérieurs (-206, -8). Ainsi dès l’année 1957, des fragments trouvés dans une tombe de Baqiao 灞桥 près de Xi'an, soumis à une analyse microscopique et chimique par Pan Jixing en 1964, révéla que ces fragments étaient composés de chanvre et de ramie et dataient de 200 ans avant « l’invention de Cai Lun ». Une controverse entre spécialistes chinois de l’histoire du papier s’installa pendant des décennies entre ceux qui faisaient confiance aux rapports de fouilles archéologiques et les tenants inconditionnels de Cai Lun, le génial inventeur du papier (très bien résumée par Jean-Pierre Drège, 2017).
Nous citerons seulement une analyse de papiers anciens trouvés sur le site 悬泉 Xuanquan, près de Dunhuang (province de Gansu), effectuée par 李晓岑 Lǐ Xiǎocén en 2010 pas tant pour en finir avec la controverse que pour voir l’importance de la fibre de ramie dans la fabrication de papiers aux alentours du début de l’ère commune (sous les Han antérieurs et postérieurs). Sur les 460 morceaux de papier trouvés sur le site de Xuanquan, la plupart d’entre eux ont été trouvés dans la couche de la dynastie Han antérieur (de -206 à -8). Quelques échantillons furent prélevés et l’analyse de leurs fibres montra que la fibre principale était la ramie et certains contenaient aussi en plus du chanvre.
La grande majorité des papiers trouvés à Xuanquan sont de la classe mazhi 麻纸 (chanvroïde). Ce sont des papiers épais, à la surface rugueuse, avec une distribution des fibres irrégulières, et avec des motifs indiquant qu’une « forme flottante » a été utilisée pour les fabriquer (voir illustration  avec la fabrication du papier tibétain en fibres de  Stellera chamaejasme).
Parmi les papiers traditionnels, le papier de ramie n’est généralement pas d’une grande blancheur, il est jaune terreux ou brun jaunâtre clair. Il est approprié pour la calligraphie et la peinture. C’est un papier très solide qui peut servir à obstruer les fenêtres, car il est capable de résister au vent et à la pluie. En raison des fibres épaisses et longues de la ramie, le papier est relativement rugueux.
Les résidus de ramie restant après l’extraction de la fibre, ainsi que les fibres courtes, furent par la suite utilisés pour la production de ce papier.
Le papier chanvroïde se trouve principalement utilisé comme support des textes anciens avant la dynastie Song (960-1279), en particulier dans le Nord de la Chine. Il a servi à fabriquer des rouleaux de papier jaunes et durs des manuscrits de Dunhuang. Il a été aussi souvent utilisé pour reproduire les Livres canoniques (jing 经). Le manuscrit 大智度论经 Dazhidu Lunjing, datant des Wei du Nord (386-534), est fabriqué avec du papier de ramie particulièrement résistant, car le rouleau conservé pendant 1 600 ans est encore en relativement bon état. Avant la dynastie Tang (618-907), une grande partie des papiers sont faits avec de la ramie (peut-être en passant par la toile de ramie).
Le savoir-faire pour produire du papier de ramie s’est complètement perdu en Chine quand certains individus entreprirent de le fabriquer à nouveau, ces dernières décennies,.
Au XIXe siècle, des filatures de ramie apparaissent en Angleterre, en Allemagne et en France. La ramie entre alors dans la composition du papier des billets émis par la Banque de France. À la fin du XIXe siècle, la Direction de la Fabrication des billets chercha le meilleur moyen de répondre aux tentatives des faussaires. Après de nombreux essais, le papier de ramie est choisi parce qu’il se montre plus solide aux pliages et que la plante est peu connue. Les premières émissions de billets en ramie ont lieu en juin 1891.

### Alimentation humaine

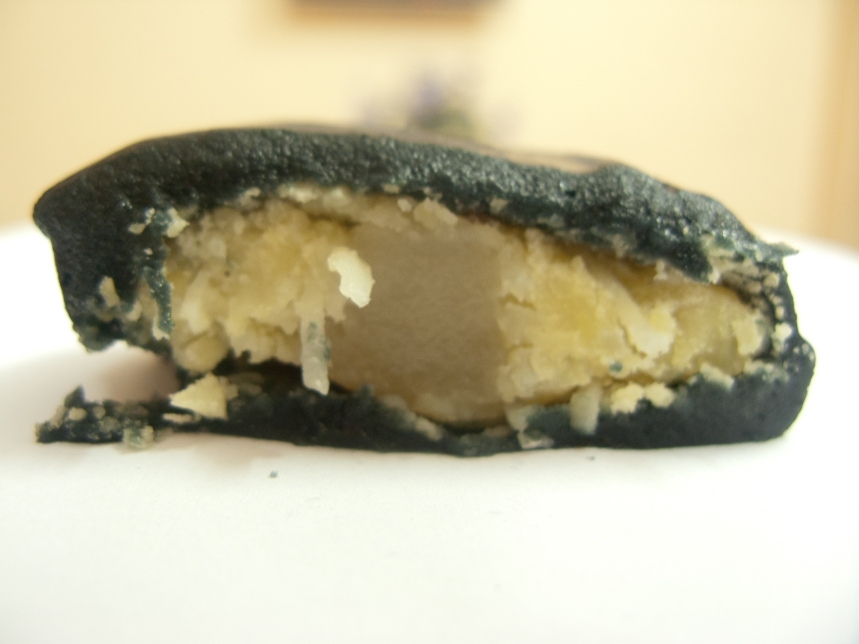
Banh gai.

Jadis, les paysans chinois plantaient la ramie dans deux buts principaux, l'un était de cueillir des feuilles pour satisfaire leur faim, et l'autre était d'utiliser la ramie pour fabriquer du papier. Le recours à la ramie était pratique et efficace lors des grandes famines. Le médecin naturaliste Li Shizhen a décrit la plante et ses usages dans Bencao gangmu (1593). Il note au passage « la ramie peut être grattée, lavée, cuite et mangée pour survivre lors des famines, elle a un goût sucré »,.
Au Vietnam, on utilise les feuilles de ramie dans la préparation d’un gâteau, bánh gai ou bánh ít lá gai, un gâteau de riz gluant vietnamien. Les feuilles donnent au gâteau sa couleur, sa saveur et son parfum distincts.

### Fourrage
La ramie peut être donnée au bétail, aux moutons, aux chèvres, aux porcs, aux lapins et aux volailles. Les principales parties utilisées comme fourrage sont les feuilles et les sommets de tige. Les jeunes feuilles sont utilisées en sériciculture.
La ramie peut également être cultivée spécifiquement pour faire du fourrage, auquel cas, elle est récoltée avant que les fibres se soient complètement formées. Elle peut alors être donnée fraîche, séchée en foin, ensilée avec de la mélasse ou comme farine déshydratée. Les feuilles et les sommités sont également utilisées comme engrais vert.

### Médecine traditionnelle
Les racines sont utilisées en matière médicale (苎麻根 zhuma gen), ainsi que l’écorce (苎麻皮 zhuma pi), les feuilles (苎麻叶 zhumq ye) et les fleurs (苎麻花 zhuma hua). La racine de ramie est suffisamment importante pour tonifier le Yin et déplacer le sang stagnant. Pour les douleurs abdominales après l'accouchement, la ramie est utilisée pour arrêter la douleur (Li Shizhen).